# Werner Knopp

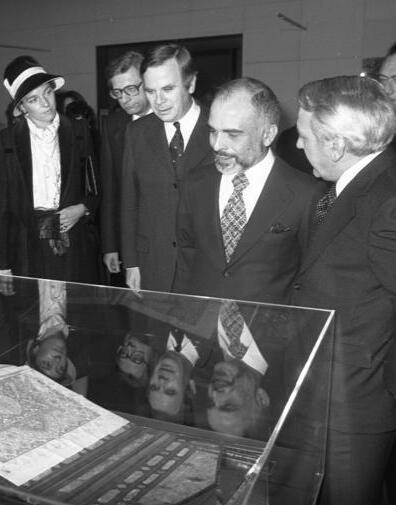
Werner Knopp (3. von links) mit König Hussein und Königin Nūr von Jordanien im Museum für Islamische Kunst in Dahlem während einer Führung durch Direktor Klaus Brisch (rechts) am 6. November 1978

Werner Knopp (* 31. Januar 1931 in Braunschweig; † 4. Januar 2019) war ein deutscher Rechtswissenschaftler und Kulturfunktionär. Er lehrte von 1969 bis 1977 als Professor für Bürgerliches Recht, Handels- und Wirtschaftsrecht an der Universität Münster, deren Rektor er von 1970 bis 1974 war. Von 1977 bis 1998 war Knopp Präsident der Stiftung Preußischer Kulturbesitz in Berlin.

## Leben
Werner Knopp wurde 1931 als Sohn eines Baumeisters in Braunschweig geboren, evangelisch-lutherisch getauft und besuchte dort die Gaußschule. Nach seinem Abitur studierte Knopp an der Technischen Hochschule Braunschweig und an der Universität Heidelberg Rechtswissenschaft. Er bestand 1954 das Referendarexamen und absolvierte den juristischen Vorbereitungsdienst in Baden-Württemberg und im Bundespräsidialamt, 1958 bestand er das Assessorexamen.
Mit einer Arbeit über Die Verteilung der Zuständigkeit zum Abschluß völkerrechtlicher Verträge auf Bund und Länder wurde er 1957 in Heidelberg zum Dr. jur. promoviert, anschließend war er bis 1969 wissenschaftlicher Assistent bei Wolfgang Hefermehl in Mannheim, Münster und Heidelberg. Zwischenzeitlich unternahm er in den Jahren 1958 bis 1960 Studien in neuerer Geschichte am St Antony’s College in Oxford. Mit einer Schrift zum Institutionenschutz im Privatrecht habilitierte er sich 1968 in Heidelberg. Anschließend übernahm er für jeweils ein Semester Lehrstuhlvertretungen an den Universitäten Regensburg und Münster.
Zum Sommersemester 1969 wurde Knopp auf die Professur für Bürgerliches Recht, Handels- und Wirtschaftsrecht an der Universität Münster berufen, die er bis 1977 innehatte. Von 1969 bis 1980 war er Gründungsdirektor des Instituts für ausländisches und internationales Privat- und Wirtschaftsrecht in Münster. Darüber hinaus war er von 1970 bis 1974 Rektor der Universität und von 1974 bis 1977 Präsident der Westdeutschen Rektorenkonferenz.
Von Juli 1977 bis zu seiner Pensionierung im Jahre 1998 war Werner Knopp Präsident der Stiftung Preußischer Kulturbesitz (SPK). Damit unterstanden ihm insbesondere die ehemaligen Staatlichen Museen in West-Berlin (bzw. nach der Wiedervereinigung in ganz Berlin), die vor allem im Museum für Völkerkunde über eine große Sammlung von während der Kolonialzeit aus Afrika nach Europa gebrachtem Kulturgut verfügten. Knopp trat in dieser Funktion als strikter Gegner der Rückgabe solcher Kulturgüter an die ehemals kolonisierten Länder auf. Er war in den späten 1970er- und frühen 1980er-Jahren einer der wichtigsten westdeutschen Akteure bei der Abwehr von Restitutionsansprüchen und blockierte eine Zusammenarbeit mit dem 1978 von der UNESCO gegründeten Zwischenstaatlichen Komitee zur Förderung der Rückgabe von Kulturgut an die Ursprungsländer oder dessen Restitution im Falle eines illegalen Erwerbs (UNESCO Rückgabe-Komitee).

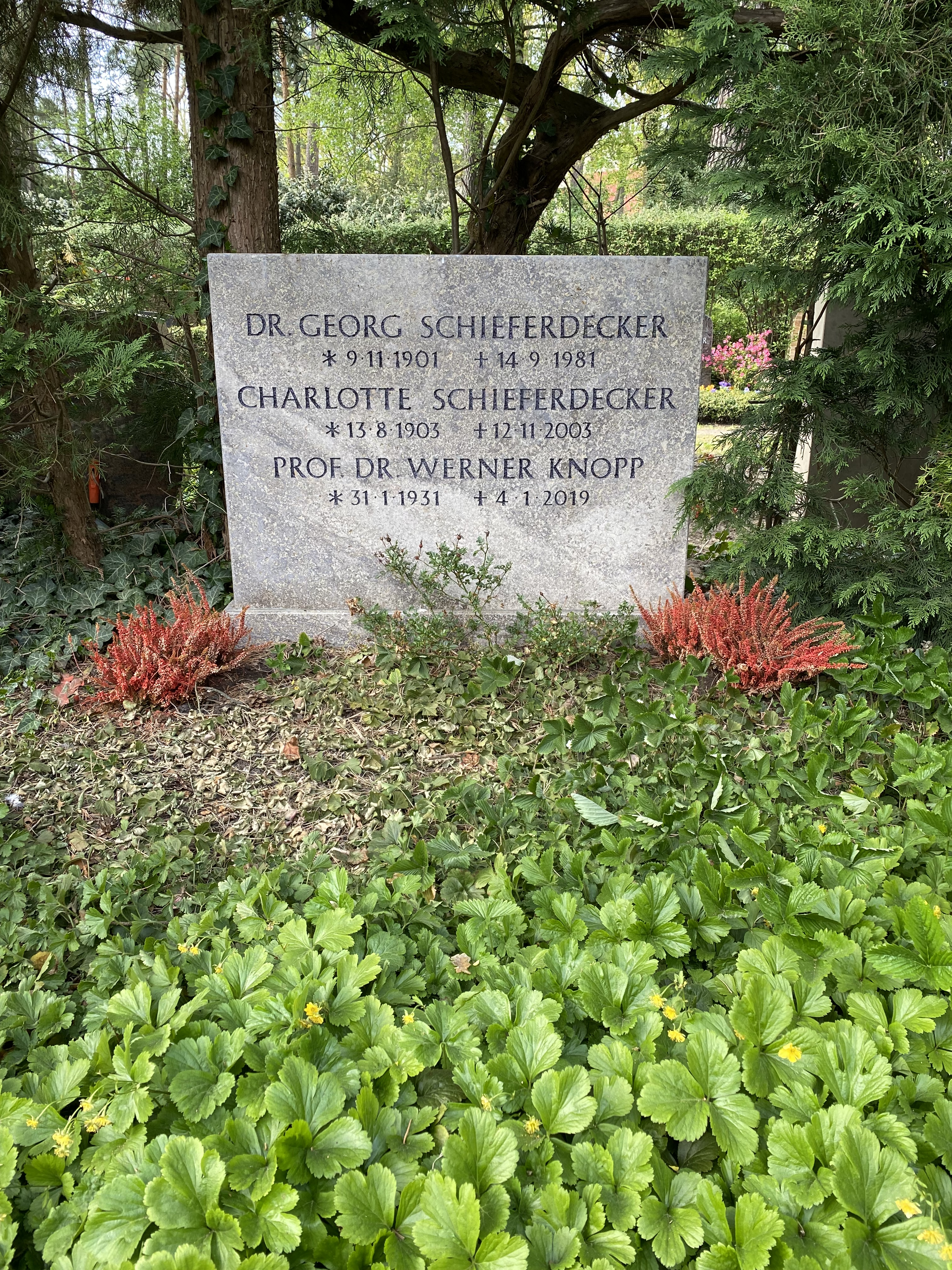
Grabstätte

Werner Knopp verstarb 87-jährig und wurde auf dem Berliner Waldfriedhof Dahlem beigesetzt. Die Grabstätte befindet sich in Feld 015-640.

## Ehrungen und Auszeichnungen
- 1982: Verdienstkreuz 1. Klasse der Bundesrepublik Deutschland
- 1987: Großes Verdienstkreuz des Verdienstordens der Bundesrepublik Deutschland
- 1998: Großes Verdienstkreuz mit Stern des Verdienstordens der Bundesrepublik Deutschland

## Schriften (Auswahl)
- Über die Aufgabenteilung zwischen dem Europäischen Gerichtshof und den nationalen Gerichten bei der Auslegung des Gemeinschaftsrechts. In: Wolfgang Hefermehl (Hrsg.): Festschrift für Philipp Möhring zum 65. Geburtstag. Beck, München 1965, S. 449–482.
- Grundfragen der rechtlichen Beurteilung von Unternehmensschädigungen durch Demonstranten. In: Ernst-Wolfgang Böckenförde (Hrsg.): Rechtsfragen der Gegenwart. Festschrift für Wolfgang Hefermehl zum 65. Geburtstag. Kohlhammer, Stuttgart 1972, S. 404–421, ISBN 3-17-110041-X.
- Professoren und Studenten 1977. Was denken sie? Was wünschen sie? Wie handeln sie? (= Eichstätter Hochschulreden, Bd. 9). Minerva, München 1978, ISBN 3-597-30009-X.
- Preußen. Versunkener Staat, lebendiges Erbe (= Kleine Reihe / Walter-Raymond-Stiftung, Bd. 21). Bachem, Köln 1981, ISBN 3-7616-0562-5.
- Preußens Wege, Preußens Spuren. Gedanken über einen versunkenen Staat. Droste, Düsseldorf 1981, ISBN 3-7700-0600-3.
- Adler und Rauten. Bayerns und Preußens Weg durch die deutsche Geschichte. In: Elfi M. Haller (Red.): Bayern – Preussen. Preussen – Bayern. Bayerische Vereinsbank, München 1981, S. 7–27.
- Braunschweig und Hannover. Geschichte einer Konkurrenz. Niedersächsische Landeszentrale für Politische Bildung, Hannover 1983.
- (Mitautor): Hansgeorg Loebel (Red.): Das Evangeliar Heinrichs des Löwen. Niemeyer-Druck, Hameln 1984, ISBN 3-87585-064-5.
- Fürsten – Bürger – Diplomaten. Gemeinschaftsaktionen für den Erwerb von Kulturgut im deutschen Kaiserreich. In: ders. (Hrsg.): Spiegelungen [Festschrift Hermann Josef Abs]. Hase und Koehler, Mainz 1986, S. 337–364, ISBN 3-7758-1140-0.
- Woher, Berlin, wohin? Siedler, Berlin 1987, ISBN 3-88680-265-5.
- Bayern und Preußen. Festvortrag vom 25. Oktober 1998 aus Anlaß des 10jährigen Jubiläums der Kester-Haeusler-Stiftung. Kester-Haeusler-Stiftung, Fürstenfeldbruck 1999, ISBN 3-931548-25-2.